# Championnat d'Irlande de football 2017
Navigation
Édition précédente Édition suivante
La saison 2017 du Championnat d'Irlande de football est la 97e saison du championnat national. Ce championnat se compose de deux divisions, la Premier Division, le plus haut niveau et la First Division, l’équivalent d’une deuxième division. Le Dundalk Football Club est le tenant du titre après ses succès acquis en 2014, 2015 et 2016. Le club tente donc de gagner pour la quatrième saison consécutivement, ce qui n'est plus arrivé depuis les Shamrock Rovers et leur quadruplé entre 1984 et 1987.
Le Cork City Football Club remporte le championnat en devançant le triple tenant du titre Dundalk.
Drogheda United termine dernier du championnat. Il est de fait relégué en First Division.

## Les changements depuis la saison précédente

### Promotions et relégations
Au terme de la saison 2016, deux clubs sont relégués. Longford Town parce qu'il a terminé à la dernière place et Wexford Youths FC par sa défaite en barrage de relégation/promotion. Ces deux équipes sont remplacées dans l'élite irlandaise par Limerick FC qui a survolé la First Division et Drogheda United qui a remporté les barrages.

### Organisation
Le championnat s'organise sur deux divisions avec un système de promotion et relégation entre les deux niveaux. Mais c'est en même temps un championnat fermé puisque sauf grande difficulté économique les équipes participantes sont assurées de se maintenir au sein de ces deux divisions professionnelles. L'accession au championnat d'Irlande se fait sur décision de la fédération irlandaise et acceptation de la totalité des équipes déjà membres. Le plus haut niveau, rassemblant les douze meilleures équipes, est la Premier Division. Le deuxième niveau, composé de huit équipes, se nomme First Division.

#### Premier division
La Premier Division se dispute selon le système d'une poule où toutes les équipes rencontrent trois fois leurs adversaires. Lors de la première partie de la saison, les équipes disputent deux rencontres une fois à domicile, une fois à l'extérieur. La troisième rencontre est tirée au sort et se jouera donc aléatoirement soit à domicile, soit à l'extérieur. Chaque équipe dispute donc 33 matchs de championnat dans la saison. Le dernier de la division est automatiquement relégué en First Division. L'équipe classée onzième rencontre le vainqueur du barrage de First Division dans un barrage d'accession/relégation.

#### First Division
La First Division se dispute selon le système d'une poule où toutes les équipes rencontrent quatre fois leurs adversaires, deux fois à domicile et deux fois à l'extérieur. Chaque équipe dispute donc 28 matchs de championnat dans la saison. Les premiers matchs sont programmés pour les 8 et 9 mars 2013.
La première équipe au classement au terme de la saison accède directement à la Premier Division. Les deux équipes disputent un match de barrage pour déterminer celle qui affrontera le 11e de la Premier Division dans un barrage d'accession/relégation.

## Les 20 clubs participants
| \| Dublin: · Premier Div.: · Bohemian · Shamrock Rov. · St Pat's · First Div.: · Shelbourne FC · UCD · Cabinteely FC Dublin Dundalk FC Sligo Rovers Bray Wanderers Derry City FC Cork City FC Galway FC Finn Harps Limerick FC Drogheda United Athlone Town Cobh Ramblers FC Waterford FC Longford Town Wexford FC \| Localisation des clubs engagés dans le championnat. |
| Dublin: · Premier Div.: · Bohemian · Shamrock Rov. · St Pat's · First Div.: · Shelbourne FC · UCD · Cabinteely FC Dublin Dundalk FC Sligo Rovers Bray Wanderers Derry City FC Cork City FC Galway FC Finn Harps Limerick FC Drogheda United Athlone Town Cobh Ramblers FC Waterford FC Longford Town Wexford FC                                                           |

Premier Division
| Équipe                                   | Ville      | Manager                      | Stade                 | Capacité | Fondation |
| ---------------------------------------- | ---------- | ---------------------------- | --------------------- | -------- | --------- |
| Bohemian Football Club                   | Dublin     | Keith Long                   | Dalymount Park        | 7 955    | 1890      |
| Bray Wanderers Association Football Club | Bray       | Harry Kenny                  | Carlisle Grounds      | 3 250    | 1942      |
| Cork City Football Club                  | Cork       | John Caulfield               | Turners Cross         | 7 485    | 1984      |
| Derry City Football Club                 | Derry      | Kenny Shiels                 | Maginn Park, Buncrana | 8 200    | 1928      |
| Drogheda United Football Club            | Drogheda   | Pete Mahon                   | United Park           | 2 000    | 1975      |
| Dundalk Football Club                    | Dundalk    | Stephen Kenny                | Oriel Park            | 6 000    | 1903      |
| Finn Harps Football Club                 | Ballybofey | Ollie Horgan                 | Finn Park             | 6 000    | 1954      |
| Galway Football Club                     | Galway     | Shane Keegan                 | Eamonn Deacy Park     | 5 000    | 2013      |
| Limerick Football Club                   | Limerick   | Martin Russell Neil McDonald | Markets Field         | 3 000    | 2007      |
| Shamrock Rovers Football Club            | Dublin     | Stephen Bradley              | Tallaght Stadium      | 5 700    | 1901      |
| Sligo Rovers Football Club               | Sligo      | Dave Robertson               | The Showgrounds       | 5 500    | 1928      |
| St. Patrick's Athletic Football Club     | Dublin     | Liam Buckley                 | Richmond Park         | 5 340    | 1929      |

First Division
| Équipe                                              | Ville     | Manager                                       | Stade               | Capacité | Fondation |
| --------------------------------------------------- | --------- | --------------------------------------------- | ------------------- | -------- | --------- |
| Athlone Town Football Club                          | Athlone   | Colin Fortune                                 | Lissywoolen Stadium | 5 000    | 1887      |
| Cabinteely Football Club                            | Dublin    | Pat Devlin                                    | Stradbrook          | 1 000    | 1967      |
| Cobh Ramblers Football Club                         | Cobh      | Stephen Henderson                             | St. Colman's Park   | 5 000    | 1922      |
| Longford Town Football Club                         | Longford  | Alan Mathews Gary Cronin (interim) Neale Fenn | Flancare Park       | 6 850    | 1924      |
| Shelbourne Football Club                            | Dublin    | Owen Heary                                    | Tolka Park          | 9 680    | 1895      |
| University College Dublin Association Football Club | Dublin    | Collie O'Neill                                | UCD Bowl            | 3 000    | 1895      |
| Waterford Football Club                             | Waterford | Pat Fenlon                                    | RSC                 | 3 100    | 1930      |
| Wexford Football Club                               | Crossabeg | Damian Locke                                  | Ferrycarrig Park    | 2 500    | 2007      |

## Premier Division

### La pré-saison
Le Brandywell Stadium étant en réfection pour toute la saison 2017, Derry City FC décide de jouer ses matchs à domicile dans la petite ville de Buncrana dans le Comté de Donegal. Des travaux de mise à niveau y sont engagés. Des sièges, retirés du Brandywell, y sont installés. Mais ce stade n'est pas autorisé à accueillir des matchs de Ligue Europa. C'est donc vers Sligo et son stade que se sont tournés les derrymens.
Comme attendu par tous les observateurs, les deux joueurs de Dundalk convoqués en équipe d'Irlande à l'automne 2016, Andy Boyle et Daryl Horgan quittent le club : ils sont tous les deux recrutés par Preston North End.
le 22 décembre, la FAI annonce une restructuration du championnat. Au terme de la saison 2017, le championnat se composera de deux divisions à 10 clubs chacune. De ce fait, en 2017 il y aura trois relégations de la Premier Division vers la First Division contre une montée de la First Division vers la Premier Division

### Les moments forts de la saison
Le tout premier leader de la saison est le Limerick Football Club qui, avec une victoire à domicile 5 buts à 1 sur les Sligo Rovers fête parfaitement son retour dans l'élite Irlandaise. Ian Turner, de Limerick, est le premier buteur de l'année. Dans le même match la nouvelle recrue de Limerick, le brésilien Rodrigo Tosi marque un triplé.
Le premier sommet du championnat se déroule à Turner's Cross le 25 mars avec une rencontre entre Cork City et Dundalk. Cork, dauphin de son adversaire du jour les deux saisons précédentes, l'emporte sur le score de 2 buts à 1 et prend 6 points d'avance sur le triple champion en titre.
Le premier changement d'entraineur met en scène le Limerick FC. Dès la septième journée Martin Russell est limogé. Willie Boland le remplace. Quelques jours plus tard c'est au tour de Sligo de se séparer de son manager l'anglais Dave Robertson.
Au premier tiers du championnat soit après onze journées, le Cork City FC réussit un parcours parfait avec onze victoires en autant de matchs. Il devance alors ses suivants immédiats, Dundalk et Bray, de douze points. Dès la journée suivante, après une cinquième défaite, Dundalk le triple champion en cours perd presque toutes ses chances de se succéder à lui-même.
A la moitié du championnat, Cork prend un avantage décisif en battant Dundalk 3-0 sur son terrain avec un triplé de Sean Maguire et en s'offrant par là même 19 points d'avance. Cette efficacité qui lui permet de dominer le classement des buteurs avec 16 buts en 17 matchs ne laisse pas les recruteurs indifférents. Le club de Preston North End qui évolue en deuxième division anglaise et qui avait à l'automne 2016 déjà recruté Daryl Horgan s'empresse de le recruter. Le transfert, pour une durée de 3 ans et une somme de 150 000€, permet toutefois à Maguire de rester à Cork jusqu'à la fin du mois de juillet.
A l'opposé, la bataille pour éviter la relégation oppose six équipes qui se tiennent en six points.
Début juin, l'UEFA valide la participation de deux équipes irlandaises à la Scottish Challenge Cup, la compétition qui regroupe les équipes professionnelles et amateurs qui ne disputent pas la première division écossaise. Les équipes irlandaises rejoignent ainsi les deux clubs nord-irlandais et les deux clubs gallois qui ont déjà participé à la compétition lors de la saison 2016-2017. Ces sont les deux équipes ayant terminé à la suite des quatre qualifiés en Ligue Europa et en Ligue des champions qui sont invitées par les écossais : Sligo Rovers et Bray Wanderers
Le 2 juillet 2017 une annonce inquiétante arrive en provenance du club de Bray Wanderers. Par l'intermédiaire de l'Association des joueurs professionnels d'Irlande, le club annonce qu'il n'a pas les moyens de payer son équipe au-delà de la semaine à venir et donc que tous ses joueurs sont libres de rechercher dès à présent une nouvelle équipe. Le club se trouve en effet en grande difficulté financière puisqu'il n'arrive pas à financer une des équipes les plus chère du championnat faute d'une fréquentation suffisante de son stade qui souffre en cette année 2017 de fréquentations historiquement faibles.
Le 31 juillet 2017, Bohemian FC inflige à Cork sa toute première défaite de la saison en championnat. Les Bohs s'imposent 1 à 0 à Turners Cross. Les dublinois s'éloignent ainsi un peu plus de la zone de relégation.
Le 7 octobre 2017 à trois journées de la fin du championnat la défaite contre Shamrock Rovers marque la relégation définitive de Drogheda United. L'équipe termine termine à la dernière place de l'épreuve
Le 17 octobre 2017, à l'occasion d'un match en retard contre Derry City FC, Cork acquiert le dernier point nécessaire pour assurer la victoire en championnat. Deux journées avant la fin du championnat, Dundalk ne peut plus rejoindre le leader.
Dundalk, les Shamrock Rovers et Derry sont qualifiés pour la Ligue Europa 2018-2019. Derry gagne sa place grâce à la place de finaliste de la coupe d'Irlande de Cork et de Dundalk qui sont l'un et l'autre déjà qualifiés pour l'Europe.
Le 21 octobre 2017 la victoire de Sligo sur Derry condamne Finn Harps à la relégation. Même avec un match de retard, le club du comté de Donegal ne peut plus rattraper le premier non-relégable. Lors de la dernière journée trois équipes sont en lice pour éviter la dernière place de relégable : St. Patrick's Athletic FC, Sligo Rovers et Galway United.
Lors de la dernière journée, St Pat's et Sligo sauvent leur place en Premier Division. Galway, à la faveur d'une dernière défaite à domicile contre Dundalk FC prend la dixième place et est relégué en First Division.

### Classement
| Rang | Équipe                    | Pts | J  | G  | N  | P  | Bp | Bc | Diff |
| ---- | ------------------------- | --- | -- | -- | -- | -- | -- | -- | ---- |
| 1    | Cork City C               | 76  | 33 | 24 | 4  | 5  | 67 | 23 | +44  |
| 2    | Dundalk FC T CL           | 70  | 33 | 22 | 3  | 8  | 72 | 24 | +48  |
| 3    | Shamrock Rovers           | 54  | 33 | 17 | 3  | 13 | 49 | 41 | +8   |
| 4    | Derry City FC             | 51  | 33 | 14 | 9  | 10 | 49 | 42 | +7   |
| 5    | Bray Wanderers            | 46  | 33 | 13 | 7  | 13 | 55 | 52 | +3   |
| 6    | Bohemian FC               | 46  | 33 | 14 | 6  | 13 | 36 | 40 | -4   |
| 7    | Limerick FC P             | 40  | 33 | 10 | 10 | 13 | 41 | 51 | -10  |
| 8    | St. Patrick's Athletic FC | 39  | 33 | 9  | 12 | 12 | 45 | 51 | -6   |
| 9    | Sligo Rovers              | 39  | 33 | 8  | 15 | 10 | 33 | 44 | -11  |
| 10   | Galway United             | 35  | 33 | 7  | 14 | 11 | 45 | 48 | -3   |
| 11   | Finn Harps                | 30  | 33 | 9  | 4  | 20 | 35 | 65 | -30  |
| 12   | Drogheda United P         | 22  | 33 | 5  | 7  | 18 | 23 | 59 | -36  |

| Légende : Qualifications et relégations | Légende : Qualifications et relégations                                                                            |
| --------------------------------------- | --- |
|                                         | Champion d'Irlande et Ligue des champions 2018-2019, premier tour de qualification                                 |
|                                         | Ligue Europa 2018-2019, premier tour de qualification                                                              |
|                                         | Barrage de relégation en deuxième division                                                                         |
|                                         | relégation en deuxième division                                                                                    |
|                                         | T : Tenant du titre P : Promu C : Vainqueur de la Coupe d'Irlande 2017 CL : Vainqueur de la Coupe de la Ligue 2017 |

### Résultats
| Résultats (▼dom., ►ext.)                                   | BOH | BRA | COR | DER | DRO | DUN | FIN | GAL | LMK | SHA | SLI | PAT |
| Bohemian FC                                                |     | 3-2 | 0-2 | 1-4 | 0-0 | 0-1 | 2-0 | 1-1 | 1-2 | 0-2 | 2-0 | 0-4 |
| Bray Wanderers                                             | 1-2 |     | 0-2 | 3-2 | 2-1 | 0-3 | 5-0 | 1-0 | 0-1 | 4-2 | 2-2 | 1-1 |
| Cork City FC                                               | 0-1 | 2-1 |     | 3-0 | 5-0 | 2-1 | 5-0 | 4-0 | 4-1 | 4-1 | 2-1 | 1-0 |
| Derry City FC                                              | 2-0 | 2-3 | 1-2 |     | 4-0 | 3-1 | 0-2 | 2-1 | 1-1 | 3-1 | 4-0 | 2-2 |
| Drogheda United                                            | 0-1 | 0-0 | 1-4 | 0-0 |     | 0-6 | 0-2 | 2-2 | 0-2 | 2-1 | 1-1 | 2-0 |
| Dundalk FC                                                 | 2-0 | 1-3 | 0-3 | 0-0 | 3-1 |     | 4-0 | 2-0 | 1-0 | 2-1 | 4-0 | 3-0 |
| Finn Harps                                                 | 2-1 | 0-3 | 0-1 | 0-2 | 0-2 | 0-2 |     | 1-1 | 3-2 | 0-1 | 2-1 | 3-1 |
| Galway FC                                                  | 1-2 | 1-2 | 1-1 | 0-0 | 0-1 | 2-1 | 2-1 |     | 3-1 | 1-2 | 1-1 | 1-1 |
| Limerick FC                                                | 0-1 | 5-3 | 0-3 | 1-1 | 3-0 | 0-3 | 1-1 | 1-1 |     | 0-2 | 5-1 | 2-2 |
| Shamrock Rovers                                            | 2-1 | 2-0 | 1-2 | 0-1 | 4-1 | 2-1 | 3-2 | 2-0 | 1-1 |     | 1-0 | 1-1 |
| Sligo Rovers                                               | 2-0 | 3-2 | 1-2 | 1-1 | 1-1 | 0-4 | 0-0 | 1-1 | 3-0 | 1-0 |     | 1-1 |
| St. Patrick's Athletic FC                                  | 1-3 | 1-2 | 0-3 | 2-1 | 2-0 | 0-2 | 1-2 | 1-1 | 0-2 | 2-1 | 1-1 |     |
| - Victoire à domicile - Match nul - Victoire à l'extérieur |     |     |     |     |     |     |     |     |     |     |     |     |

| Résultats (▼dom., ►ext.)                                   | BOH | BRA | COR | DER | DRO | DUN | FIN | GAL | LMK | SHA | SLI | PAT |
| Bohemian FC                                                |     | 0-0 | 0-0 | 0-1 |     |     | 3-1 | 1-1 |     |     |     | 3-2 |
| Bray Wanderers                                             |     |     |     |     | 2-1 |     | 2-3 | 3-3 | 1-1 | 1-0 |     |     |
| Cork City FC                                               |     | 1-0 |     | 0-0 |     | 1-1 |     | 2-1 |     |     | 0-1 |     |
| Derry City FC                                              |     | 0-5 |     |     | 2-1 | 0-4 | 3-0 |     | 3-0 |     |     | 1-1 |
| Drogheda United                                            | 1-4 |     | 0-1 |     |     |     |     |     |     | 0-2 | 0-0 | 0-1 |
| Dundalk FC                                                 | 0-1 | 1-0 |     |     | 3-0 |     |     |     | 3-0 | 0-1 |     | 6-0 |
| Finn Harps                                                 |     |     | 0-1 |     | 2-3 | 0-2 |     | 1-3 |     |     | 1-2 |     |
| Galway FC                                                  |     |     |     | 2-1 | 4-1 | 3-4 | 0-2 |     |     | 1-2 | 3-1 | 1-1 |
| Limerick FC                                                | 1-0 |     | 2-1 |     | 1-0 |     | .   | 2-2 |     |     | 0-0 |     |
| Shamrock Rovers                                            | 1-2 |     | 3-1 | 0-2 |     |     | 4-1 |     | 2-1 |     | 1-1 |     |
| Sligo Rovers                                               | 1-0 | 0-0 |     | 3-0 |     | 1-1 |     |     |     |     |     | 1-1 |
| St. Patrick's Athletic FC                                  |     | 3-1 | 4-2 |     |     |     | 4-0 |     | 2-2 | 2-0 |     |     |
| - Victoire à domicile - Match nul - Victoire à l'extérieur |     |     |     |     |     |     |     |     |     |     |     |     |

### Évolution du classement
| Club                      | 1  | 2  | 3  | 4  | 5  | 6  | 7  | 8  | 9  | 10 | 11 | 12 | 13 | 14 | 15 | 16 | 17 | 18 | 19 | 20 | 21 | 22 | 23 | 24 | 25 | 26 | 27 | 28 | 29 | 30 | 31 | 32 | 33 |
| ------------------------- | -- | -- | -- | -- | -- | -- | -- | -- | -- | -- | -- | -- | -- | -- | -- | -- | -- | -- | -- | -- | -- | -- | -- | -- | -- | -- | -- | -- | -- | -- | -- | -- | -- |
| Dundalk FC                | 3  | 1  | 2  | 3  | 3  | 3  | 2  | 2  | 2  | 2  | 2  | 3  | 3  | 2  | 2  | 2  | 2  | 2  | 2  | 2  | 2  | 2  | 2  | 2  | 2  | 2  | 2  | 2  | 2  | 2  | 2  | 2  | 2  |
| Cork City FC              | 5  | 2  | 1  | 1  | 1  | 1  | 1  | 1  | 1  | 1  | 1  | 1  | 1  | 1  | 1  | 1  | 1  | 1  | 1  | 1  | 1  | 1  | 1  | 1  | 1  | 1  | 1  | 1  | 1  | 1  | 1  | 1  | 1  |
| Derry City FC             | 2  | 6  | 3  | 2  | 2  | 2  | 3  | 4  | 5  | 5  | 5  | 4  | 4  | 4  | 4  | 4  | 3  | 5  | 5  | 5  | 5  | 5  | 3  | 3  | 3  | 3  | 4  | 4  | 4  | 4  | 4  | 4  | 4  |
| Shamrock Rovers           | 7  | 7  | 7  | 5  | 6  | 8  | 6  | 7  | 6  | 6  | 6  | 6  | 5  | 5  | 5  | 5  | 5  | 4  | 4  | 4  | 4  | 4  | 4  | 4  | 4  | 4  | 3  | 3  | 3  | 3  | 3  | 3  | 3  |
| Sligo Rovers              | 12 | 12 | 12 | 12 | 10 | 11 | 11 | 10 | 11 | 10 | 10 | 8  | 8  | 10 | 11 | 10 | 10 | 9  | 9  | 8  | 8  | 9  | 11 | 10 | 11 | 9  | 10 | 8  | 10 | 9  | 9  | 9  | 9  |
| Bray Wanderers            | 3  | 3  | 4  | 4  | 4  | 5  | 4  | 3  | 3  | 3  | 3  | 2  | 2  | 3  | 3  | 3  | 4  | 3  | 3  | 3  | 3  | 3  | 5  | 5  | 5  | 5  | 5  | 5  | 5  | 5  | 5  | 5  | 5  |
| St. Patrick's Athletic FC | 7  | 9  | 10 | 10 | 12 | 10 | 9  | 11 | 10 | 11 | 11 | 12 | 9  | 8  | 9  | 11 | 11 | 12 | 11 | 10 | 10 | 10 | 9  | 9  | 8  | 8  | 8  | 9  | 8  | 8  | 8  | 8  | 8  |
| Bohemian FC               | 11 | 10 | 8  | 7  | 5  | 4  | 5  | 6  | 8  | 9  | 8  | 9  | 10 | 7  | 7  | 7  | 7  | 7  | 6  | 6  | 7  | 7  | 7  | 6  | 6  | 6  | 6  | 6  | 6  | 6  | 6  | 6  | 6  |
| Galway FC                 | 9  | 11 | 11 | 11 | 11 | 12 | 12 | 12 | 12 | 12 | 12 | 11 | 11 | 9  | 10 | 12 | 12 | 11 | 12 | 12 | 11 | 11 | 10 | 11 | 10 | 11 | 11 | 11 | 9  | 10 | 10 | 10 | 10 |
| Finn Harps                | 9  | 8  | 9  | 8  | 8  | 6  | 7  | 9  | 7  | 8  | 9  | 10 | 12 | 12 | 12 | 8  | 8  | 8  | 8  | 9  | 9  | 8  | 8  | 8  | 9  | 10 | 9  | 10 | 11 | 11 | 11 | 11 | 11 |
| Limerick FC               | 1  | 5  | 6  | 9  | 9  | 7  | 8  | 5  | 4  | 4  | 4  | 5  | 6  | 6  | 6  | 6  | 6  | 6  | 7  | 7  | 6  | 6  | 6  | 7  | 7  | 7  | 7  | 7  | 7  | 7  | 7  | 7  | 7  |
| Drogheda United           | 5  | 4  | 5  | 6  | 7  | 9  | 10 | 8  | 9  | 7  | 7  | 7  | 7  | 11 | 8  | 9  | 9  | 10 | 10 | 11 | 12 | 12 | 12 | 12 | 12 | 12 | 12 | 12 | 12 | 12 | 12 | 12 | 12 |

## First Division
Pour la dernière année, la First Division compte 8 membres. La réorganisation du championnat d'Irlande prévue pour la saison 2018 prévoit que ce qui est l'équivalent de la deuxième division passera à 10 équipes. De ce fait une seule équipe montera cette année en Premier Division.
Wexford Youths change de nom et s'appelle désormais le Wexford Football Club.
À la mi-championnat, trois équipes se dégagent et vont lutter pour la montée en Premier Division. Waterford mène de peu devant UCD et Cobh. Les deux relégués du début de saison sont mal en point : Longford n'est que cinquième et Wexford est loin derrière à la dernière place avec une seule victoire en quatorze matchs. Cabinteely confirme sa montée en puissance avec une belle quatrième place.
À la fin de la quatorzième journée et après une victoire significative 5-0 sur Wexford, Alan Mathews quitte le club de Longford. Après un intérim de plusieurs semaines, il est remplacé par Neale Fenn le 27 juin 2017.
Le 29 août 2017, un consortium de supporters, le Wexford Supporters Trust (WST) annonce qu'il va reprendre la direction du club de la même manière que les supporters de Cork étaient devenus propriétaires de leur club en 2010.
Le 16 septembre 2017 une victoire 3-0 à Wexford combinée avec une défaite sur son terrain de Cobh contre Cabinteely donne à Waterford United le titre en First Division et offre par la même occasion la montée en première division pour la saison 2018.

### Classement
| Rang | Équipe           | Pts | J  | G  | N | P  | Bp | Bc | Diff |
| ---- | ---------------- | --- | -- | -- | - | -- | -- | -- | ---- |
| 1    | Waterford United | 59  | 28 | 17 | 8 | 3  | 47 | 17 | +30  |
| 2    | Cobh Ramblers FC | 51  | 28 | 16 | 3 | 8  | 38 | 28 | +10  |
| 3    | UCD              | 46  | 28 | 13 | 7 | 7  | 40 | 22 | +18  |
| 4    | Shelbourne FC    | 38  | 28 | 11 | 7 | 10 | 37 | 32 | +5   |
| 5    | Longford Town R  | 38  | 28 | 10 | 8 | 10 | 34 | 26 | +8   |
| 6    | Cabinteely FC    | 38  | 28 | 10 | 8 | 10 | 41 | 37 | +4   |
| 7    | Wexford FC R     | 20  | 28 | 4  | 8 | 16 | 17 | 39 | -22  |
| 8    | Athlone Town     | 17  | 28 | 4  | 5 | 19 | 29 | 75 | -46  |

| Légende : Qualifications et relégations | Légende : Qualifications et relégations        |
| --------------------------------------- | ---------------------------------------------- |
|                                         | Monte en Première Division                     |
|                                         | Barrages pour l'accession en Première Division |
|                                         | R : Reléguée de Première Division              |

### Résultats
| Résultats (▼dom., ►ext.)                                   | ATH | CAB | COB | LGF | SHE | UCD | WAT | WEX |
| Athlone Town                                               |     | 3-3 | 2-1 | 0-3 | 1-4 | 0-2 | 1-0 | 1-0 |
| Cabinteely FC                                              | 2-0 |     | 4-1 | 0-0 | 0-1 | 0-1 | 0-0 | 2-0 |
| Cobh Ramblers FC                                           | 5-1 | 2-0 |     | 2-0 | 1-1 | 1-0 | 0-0 | 1-1 |
| Longford Town                                              | 3-1 | 0-2 | 1-3 |     | 3-1 | 0-1 | 0-0 | 5-0 |
| Shelbourne FC                                              | 2-1 | 1-4 | 0-1 | 0-0 |     | 0-1 | 2-2 | 2-0 |
| UC Dublin                                                  | 4-1 | 2-2 | 0-1 | 2-0 | 4-0 |     | 0-2 | 2-0 |
| Waterford United                                           | 2-1 | 3-0 | 2-1 | 1-0 | 1-0 | 1-1 |     | 2-0 |
| Wexford FC                                                 | 1-2 | 1-1 | 1-2 | 0-0 | 1-0 | 1-1 | 0-1 |     |
| - Victoire à domicile - Match nul - Victoire à l'extérieur |     |     |     |     |     |     |     |     |

| Résultats (▼dom., ►ext.)                                   | ATH | CAB | COB | LGF | SHE | UCD | WAT | WEX |
| Athlone Town                                               |     | 1-1 | 0-1 | 2-2 | 1-3 | 0-4 | 1-6 | 1-1 |
| Cabinteely FC                                              | 6-2 |     | 2-1 | 0-2 | 1-0 | 3-3 | 1-1 | 0-1 |
| Cobh Ramblers FC                                           | 3-1 | 0-3 |     | 2-0 | 0-1 | 1-0 | 2-1 | 1-0 |
| Longford Town                                              | 7-1 | 1-0 | 2-1 |     | 1-3 | 1-1 | 0-1 | 1-0 |
| Shelbourne FC                                              | 4-1 | 3-1 | 0-1 | 0-0 |     | 1-1 | 1-1 | 1-2 |
| UC Dublin                                                  | 4-0 | 2-3 | 1-0 | 0-0 | 1-2 |     | 3-2 | 1-0 |
| Waterford United                                           | 3-1 | 3-0 | 4-0 | 1-0 | 1-1 | 1-0 |     | 2-1 |
| Wexford FC                                                 | 2-2 | 2-0 | 0-2 | 1-2 | 1-1 | 0-0 | 0-3 |     |
| - Victoire à domicile - Match nul - Victoire à l'extérieur |     |     |     |     |     |     |     |     |

## Statistiques

### Meilleurs buteurs
| Place             | Joueur         | Club            | Buts |
| ----------------- | -------------- | --------------- | ---- |
| Médaille d'or     | Sean Maguire   | Cork City FC    | 20   |
| Médaille d'argent | David McMillan | Dundalk FC      | 16   |
| Médaille d'argent | Dinny Corcoran | Bohemian FC     | 16   |
| 4                 | Gary McCabe    | Bray Wanderers  | 15   |
| 5                 | Rodrigo Tosi   | Limerick FC     | 12   |
| =                 | Ronan Murray   | Galway United   | 12   |
| =                 | Aaron Greene   | Bray Wanderers  | 12   |
| 8                 | Gary Shaw      | Shamrock Rovers | 11   |

| Place              | Joueur           | Club             | Buts |
| ------------------ | ---------------- | ---------------- | ---- |
| Médaille d'or      | George Kelly     | UCD              | 17   |
| Médaille d'argent  | Marty Waters     | Cabinteely FC    | 15   |
| Médaille de bronze | Mark O'Sullivan  | Waterford United | 12   |
| 4                  | David McDaid     | Waterford United | 11   |
| 5                  | Joe Doyle        | Cabinteely FC    | 10   |
| 6                  | David O'Sullivan | Longford Town    | 9    |
| 7                  | Adam Evans       | Shelbourne       | 8    |
| =                  | James English    | Shelbourne       | 8    |

### Affluences par journée
Ce graphique représente le nombre de spectateurs lors de chaque journée. Sont pris en compte l'ensemble des matchs du championnat, Premier Division et First Division additionnés soit dix rencontres par journées.
* Journée où tous les matchs n'ont pas été joués (pas de journée de First Division, matchs reportés, etc.).
Avec 4 746 spectateurs, l'affluence d'à Oriel Park lors de la première journée d'ouverture du championnat représente 28 % de la totalité des spectateurs ayant assisté à la première journée de championnat. 
Le record d'affluence du championnat est de 6 746 spectateurs. Il est établi le 25 mars lors du match entre Cork et Dundalk.

## Bilan de la saison
| Championnat d'Irlande de football 2017                       |                                                                                    |
| Champion                                                     | Cork City Football Club (3e titre)                                                 |
| Dauphin                                                      | Dundalk Football Club                                                              |
| Coupes et trophées                                           |                                                                                    |
| Vainqueur de la Coupe d'Irlande 2017                         | Cork City Football Club                                                            |
| Vainqueur de la Coupe de la Ligue d'Irlande de football 2017 | Dundalk Football Club                                                              |
| Qualifications continentales                                 |                                                                                    |
| Ligue des champions de l'UEFA 2018-2019                      | Cork City Football Club                                                            |
| Ligue Europa 2018-2019                                       | Dundalk Football Club                                                              |
| Ligue Europa 2018-2019                                       | Shamrock Rovers Football Club                                                      |
| Ligue Europa 2018-2019                                       | Derry City Football Club                                                           |
| Promotions et relégations                                    |                                                                                    |
| Promus en Premier Division                                   | Waterford United Football Club                                                     |
| Relégués en First Division                                   | Drogheda United Football Club Finn Harps Football Club Galway United Football Club |